# Beer Judge Certification Program
Beer Judge Certification Program (BJCP) é uma organização sem fins lucrativos formada em 1985 nos Estados Unidos "para promover alfabetização cervejeira e apreciação da verdadeira cerveja, e para reconhecer habilidades na degustação e avaliação de cervejas". Foi descrito na imprensa como um "programa de estudo prático criado para ensinar aspirantes a entusiastas de cerveja sobre a essência de todo tipo de cerveja". O BJCP certifica e qualifica julgadores de cerveja através de um processo de examinação e monitoramento. Para ser um membro é necessário submeter-se ao exame do BJCP.

## Objetivo
O BJCP tem três funções dentro da comunidade cervejeira dos Estados Unidos. Primeiro, oferece padronização, fornecendo julgadores para competições tanto amadoras como comerciais, criadas para promover a apreciação de estilos de cerveja e a sua precisa produção pelos cervejeiros. O BJCP segue a participação de seus membros como julgadores, organizadores ou fiscais em competições de cerveja sancionados pelo BJCP e premia com pontos de Educação continuada pela participação.
O BJCP também publica diretrizes de estilo categorizando cerveja, sidra e hidromel em 28 categorias de estilo. Essas diretrizes são usadas tanto por julgadores de cerveja do BJCP como, voluntariamente, por organizadores de competições de cerveja; o BJCP também encoraja futuros candidatos a julgadores a estudar a literatura disponível sobre estilos e fabricação de cerveja. A mais recente revisão das diretrizes de estilo foi publicada em Fevereiro de 2008, uma relativamente menor revisão às diretrizes de estilo de 2004.
Concluindo, o BJCP organiza um programa de exames de cervejas no qual candidatos completam uma série de questões escritas sobre fabricação, estilos e julgamento, e então fazem quatro exercícios de julgamento de cervejas.

## Organização
Julgadores são qualificados no programa de certificação de acordo com a combinação da pontuação no teste de certificação com os pontos de experiência recebidos por participar em eventos sancionados pelo programa de certificação, exames do BJCP ou eventos de Educação continuada do programa. O ranking inclui "aprendiz", "reconhecido", "certificado", "nacional", "mestre", vários níveis de "grão-mestre", e "grão-mestre honorário". O BJCP também certifica julgadores em hidromel e sidra.

## Influência
Os padrões para cervejas do BJCP foram citados pelo Wall Street Journal e pela revista Zymurgy, a publicação americana do homebrewing, entre outros.

## História
O BJCP foi fundado em 1985, quando o primeiro exame foi aplicado na conferência anual da AHA, American Homebrewers Association (Associação dos Cervejeiros Caseiros Americanos) em Estes Park, Colorado. Nos seus anos de formação, o programa foi patrocinado em conjunto pela AHA e pela HWBTA, Home Wine and Beer Trade Association (Associação de Comércio do Vinho e da Cerveja Caseira). Ambas organizações sancionavam competições homebrew locais, e cada um tinha uma competição nacional. Consequentemente, ambos estavam interessados em promover o melhoramento das habilidades de julgamento e em construir um grupo de experientes julgadores de cerveja. O programa foi administrado nos escritórios da AHA, e havia dois co-diretores, um de cada associação. Jim Homer era o co-diretor da AHA, e Pat Baker tinha a mesma função pela HWBTA.
Em Agosto de 1995, após 10 anos de história, a AHA retirou seu apoio, por ter intenções de começar seu próprio programa de julgamento. A HWBTA era incapaz de continuar operando o programa por si mesma, então esperava-se que o BJCP desaparecesse. No entanto, um número considerável de julgadores já tinha sido acumulado até então, e vários entre eles ainda eram bem ativos. Um pequeno número desses ativistas decidiu que o programa poderia ser operado somente por voluntários entre eles mesmos, e decidiram tentar continuar o BJCP como uma entidade independente.
O esforço foi coordenado de maneira casual, principalmente por email, mas um consenso gradualmente emergiu e o programa pôde continuar seu crescimento. Um Conselho de Diretores foi estabelecido para guiar o programa, composto por seis (atualmente sete) Representantes Regionais eleitos por membros de cada uma das sete regiões geográficas da América do Norte. Os EUA foram divididos em regiões geográficas e uma eleição para o Conselho de Diretores foi feita mandando cédulas pelo correio para os membros.
Auxiliando o Conselho estava o administrador do programa Russ Wigglesworth, o qual permaneceu no cargo e assumiu os deveres de manter o banco de dados dos membros, mandar materiais do programa para os organizadores de competições, providenciar certificados e pins a novos e recém-promovidos julgadores, e outras tarefas administrativas essenciais.
Nos anos recentes, houve eleições regionais para o Conselho, conduzidas totalmente por cédulas postais, e um jornal foi publicado por vários anos para informar os membros. Uma carta anual também era mandada pelo administrador do programa para cada membro, listando os pontos de experiência conseguidos pelos julgamentos em várias competições. Essas atividades agora são feitas eletronicamente, com o website do BJCP servindo como armazenamento de informações, incluindo uma seção protegida por senha onde membros podem checar informações pessoais, votações online, registros em competições e comunicação de pontos.